# Hoya benchaii
Hoya benchaii ist eine Pflanzenart der Gattung der Wachsblumen (Hoya) aus der Unterfamilie der Seidenpflanzengewächse (Asclepiadoideae). 

## Merkmale
Hoya benchai ist eine ausdauernde, terrestrische bis epiphytische, kletternde Pflanze mit wenig verzweigten, 2 bis 5 m langen, kahlen Trieben. Die Triebe haben einen Durchmesser von 2 bis 5 mm. Die Internodien sind 7 bis 15 cm lang. An ihnen können sich Haftwurzeln ausbilden. Die gegenständigen Blätter sind gestielt, die Blattstiele sind 1 bis 3 cm lang. Die dicken und steifen Blattspreiten sind eiförmig und 8 bis 14 cm lang und 5 bis 7,5 cm breit. Die Basis ist gerundet, der Apex ist stumpf gespitzt. Die Blattränder sind leicht verdickt. Die Ränder sind etwas verdickt. Die fiederförmige Blattnervatur tritt mit Ausnahme der Mittelrippe kaum hervor. Die Blätter können mit zunehmendem Alter verkorken. Die Blattoberfläche ist wachsartig glänzend-grün und kann roten Flecken aufweisen, wenn das Blatt der Sonne ausgesetzt ist. Die Blattunterseite ist hellgrün. Alle vegetativen Teile sondern bei Verletzung einen weißen Milchsaft ab.
Der doldenförmige Blütenstand enthält 4 bis 11 Blüten, hat einen Durchmesser von 4 bis 6 cm und hängt nach unten. Die Oberfläche des Blütenstandes ist flach ist leicht konkav. Der persistierende Blütenstandsstiel ist 5 bis 14 cm lang und 0,2 bis 0,4 cm dick. Die kahlen Blütenstiele sind grün bis purpurfarben mit dunkleren Strichen oder Flecken und gebogen. Die Stiele der äußeren Blüten im Blütenstand sind bis zu 3,3 cm lang, 0,1 cm dick und gebogen. Die Stiele der inneren Blüten sind kürzer, bis 0,9 cm und eher gerade. 
Die fünfzählige, creme- oder aprikotfarbene Blütenkrone hat einen Durchmesser von 10 bis 11 mm, direkt unter der Nebenkrone wird sie pinkrot. Die Kelchblätter sind dreieckig, 1,8 bis 2,2 mm lang und 1,4 bis 1,5 mm breit. Sie sind purpurfarben und auf Innen- und Außenseite kahl. Die Kronblätter sind im unteren Teil (ca. untere 4 mm) verwachsen. Die Ränder sind eingerollt. Die breit-dreieckigen Kronblattzipfel sind nach außen eingerollt. Sie sind 5 bis 5,3 mm lang und 5 bis 5,5 mm breit. Sie sind außen flaumig behaart, mit Ausnahme der Spitzen der Zipfel (ca. 3 mm). Die Innenseiten sind kahl. Die Nebenkrone hat einen Durchmesser von 5,5 bis 6 mm, und ist ca. 5 bis 5,5 mm hoch. Die Zipfel sind eiförmig, 3,9 mm lang, ca. 2 mm breit und kahl. Der innere Fortsatz konvex nahe dem Apex und höher als der äußere Fortsatz. Sie sind innen pinkfarben, außen cremefarben bis gelblich. Die Pollinien sind 0,57 bis 0,58 mm lang und 0,16 bis 0,18 mm breit. Sie werden zur Basis hin etwas schmaler. Das obere Ende (Apex) ist stumpf gewinkelt. Sie besitzen einen schmalen, durchscheinenden Rand. Das Corpusculum (Retinaculum) ist klein, länglich-eiförmig mit zwei basalen Fortsätzen. Die Caudiculae sind vergleichsweise klein bzw. kurz, 0,11 mm lang und 0,05 mm breit. Die Translatorarme sind grob dreieckig. Die Blüten duften nachts schwach.
Früchte und Samen sind nicht bekannt.

## Ähnliche Arten
Hoya benchaii ist nahe mit Hoya kloppenburgii verwandt, hat aber breitere Blätter. Die Blütenstände sind in Form und Größe ähnlich, Hoya kloppenburgii hat aber 15 bis 20 Blüten pro Blütenstand. Die Nebenkronenzipfel und der Ring der Staubbeutelfortsätze sind wiederum unterschiedlich.

## Geographische Verbreitung und Habitat
Die Art ist bisher nur von Sabah (Insel Borneo, Malaysia) bekannt. Sie wächst dort in Bergwäldern auf ultramafischen Gesteinen in 600 bis 700 m über Meereshöhe.

## Taxonomie
Das Taxon wurde 2014 von Alexandre Gavrus, Antony Lamb, Bellia E. Emoi und Linus Gokusing vorgeschlagen. Die Art ist benannt nach Ben Chai, der die Art gefunden hat. Die Datenbank Plants of the World online akzeptiert Hoya benchaii als gültiges Taxon.
Der ursprüngliche Klon wurde 2011 von Ben Chai östlich von Ranau, Telupid-Gebiet, Sabah Borneo, Malaysia gesammelt (AL 2132/2011) und im Kipandi Park kultiviert. Der Holotypus wurde von einem kultivierten Exemplar erstellt, der im Forest Research Centre in Sandakan, Sabah, Malaysia aufbewahrt wird (SAN H 37). Ein Isotypus (Duplikat des Holotyps) wird im Herbarium des Sabah Parks, Kota Kinabalu, Sabah Malaysia (SNP) aufbewahrt. 